# Гарфілд (Канзас)
Гарфілд (англ. Garfield) — місто (англ. city) в США, в окрузі Поні штату Канзас. Населення — 151 особа (2020).

## Географія
Гарфілд розташований за координатами 38°4′37″ пн. ш. 99°14′40″ зх. д. / 38.07694° пн. ш. 99.24444° зх. д. (38.077017, -99.244429).  За даними Бюро перепису населення США в 2010 році місто мало площу 1,39 км², уся площа — суходіл.

## Демографія
Згідно з переписом 2010 року, у місті мешкало 190 осіб у 82 домогосподарствах у складі 49 родин. Густота населення становила 137 осіб/км².  Було 102 помешкання (73/км²).
Расовий склад населення:
| - 92,6 % — білих - 2,1 % — корінних американців |

До двох чи більше рас належало 5,3 %. Частка іспаномовних становила 6,8 % від усіх жителів.
За віковим діапазоном населення розподілялося таким чином: 20,5 % — особи молодші 18 років, 59,0 % — особи у віці 18—64 років, 20,5 % — особи у віці 65 років та старші. Медіана віку мешканця становила 49,4 року. На 100 осіб жіночої статі у місті припадало 84,5 чоловіків;  на 100 жінок у віці від 18 років та старших — 79,8 чоловіків також старших 18 років.
Середній дохід на одне домашнє господарство  становив 60 197 доларів США (медіана — 39 583), а середній дохід на одну сім'ю — 74 655 доларів (медіана — 52 000). Медіана доходів становила 31 705 доларів для чоловіків та 30 000 доларів для жінок. За межею бідності перебувало 7,4 % осіб, у тому числі 0,0 % дітей у віці до 18 років та 0,0 % осіб у віці 65 років та старших.
Цивільне працевлаштоване населення становило 106 осіб. Основні галузі зайнятості: освіта, охорона здоров'я та соціальна допомога — 37,7 %, роздрібна торгівля — 22,6 %, виробництво — 9,4 %, сільське господарство, лісництво, риболовля — 8,5 %.